# بوزار تریو
بوزار تریو (انگلیسی: Beaux Arts Trio) یک گروه سه‌نفرهٔ موسیقی آمریکایی بود بابت اجراهای بانشاط و حرارت، ژرفنای عاطفی و احساسی و طیف گسترده‌ای از رپرتوارهای ارائه‌شده، شهرت جهانی داشتند.
نخستین اجرای این گروه سه‌نوازی، در ۱۳ ژوئیه ۱۹۵۵ میلادی در لناکس، ماساچوست و در جریان «فستیوال موسیقی برک‌شایر» و آخرین اجرایشان در ۶ سپتامبر ۲۰۰۸ میلادی در لوسرن سوئیس بود.
این گروه در دوران فعالیت خود، تمامی رپرتوارهای تریوی پیانو را اجرا کردند.
اعضای اولیهٔ این گروه در سال ۱۹۵۵ میلادی، این افراد بودند:
- مناخم پرسلر (پیانو)
- دانیل گیـلِی (ویولن)
- برنارد گرینهاوس (ویولنسل)